# Sutton Abinger
Sutton Abinger – wieś w Anglii, w hrabstwie Surrey, w dystrykcie Mole Valley. Leży 40 km na południowy zachód od centrum Londynu. Miejscowość liczy 1958 mieszkańców.